# Акбаров, Сергей Саидмузафарович
Серге́й Саидмузафа́рович Акба́ров (29 декабря 1961 — 26 июля 2024) — российский математик, доктор физико-математических наук (2010), профессор Московского института электроники и математики им. А. Н. Тихонова и НИУ ВШЭ.

## Биография
Окончил Московский институт электронного машиностроения, специальность «прикладная математика», квалификация «инженер-математик».
В 1989 году защитил кандидатскую диссертацию (тема — «Гамильтонова механика и квантование на локально компактных группах»), в 2010 году защитил докторскую диссертацию (тема — «Стереотипные алгебры и двойственность для групп Штейна»).
С 2017 года — профессор НИУ ВШЭ. Ведущий научный сотрудник ВИНИТИ РАН.
Автор учебного пособия по математическому анализу.
Скончался 26 июля 2024 года в возрасте 62 лет.